# Ciliatocardium likharevi
Ciliatocardium likharevi is een tweekleppigensoort uit de familie van de Cardiidae. De wetenschappelijke naam van de soort is voor het eerst geldig gepubliceerd in 1981 door Kafanov in Scarlato.